# Natriumbatteri
Natriumbatterier er en type af genopladelige batterier analog til lithiumbatterier, men som i stedet bruger natriumioner (Na+) som ladningsbærere. Natriumbatteriers funktion og opbygning er næsten identisk til de mere udbredte kommercielle lithiumbatterier, men i natriumbatterier benyttes i stedet materialer indeholdende natrium. Fordelen ved at benytte natrium i stedet for lithium i alkali-ion-batterier er, at natrium er det sjette mest forekommende grundstof i jordens skorpe. Dette gør, at billigere og mere miljøvenlige materialer kan fremstilles til brug i natriumbatterier. Derimod er lithium et relativt sjældent grundstof, da det kun findes i meget små koncentrationer. Derudover er prisen og den høje miljømæssige påvirkning også ulemper ved ltihiumbatterier.
Udviklingen af natriumbatterier fandt sted samtidigt med udviklingen af lithiumbatterier. I 1990'erne stod det dog hurtigt klart, at lithiumbatterier havde større potentiale for kommerciel anvendelse, hvorfor interessen for natriumbatterier faldt. Siden 2010'erne er interessen for natriumbatterier steget markant både akademisk men også kommercielt. Dette skyldes den store efterspørgsel efter batterier samt at prisen på råmaterialerne til lithiumbatterier er steget. 
Natriumbatterier består af en katode bestående af et natrium baseret materiale, en anode (som ikke nødvendigvis er et natrium baseret materiale) og en flydende elektrolyt. Ved opladning bliver natrium ioner trukket ud af katoden og indsat i anoden imens elektronerne bevæger sig via et ekstern kredsløb. Ved afladning sker den modsatte proces, hvor natrium ioner bliver trukket ud af anoden og indsat i katoden imens elektronerne bevæger sig via det eksterne kredsløb.